# Södersjön, Hälsingland
Södersjön är en sjö i Bollnäs kommun i Hälsingland och ingår i Ljusnans huvudavrinningsområde. Sjön är 3,5 meter djup, har en yta på 0,0699 kvadratkilometer och befinner sig 88 meter över havet. Sjön avvattnas av vattendraget Växboån.

## Delavrinningsområde
Södersjön ingår i det delavrinningsområde (680933-154050) som SMHI kallar för Inloppet i Västersjön. Medelhöjden är 142 meter över havet och ytan är 16,16 kvadratkilometer. Räknas de 4 avrinningsområdena uppströms in blir den ackumulerade arean 47,51 kvadratkilometer. Växboån som avvattnar avrinningsområdet har biflödesordning 2, vilket innebär att vattnet flödar genom totalt 2 vattendrag innan det når havet efter 62 kilometer. Avrinningsområdet består mestadels av skog (52 procent) och jordbruk (28 procent). Avrinningsområdet har 0,12 kvadratkilometer vattenytor vilket ger det en sjöprocent på 0,7 procent. Bebyggelsen i området täcker en yta av 0,43 kvadratkilometer eller 3 procent av avrinningsområdet.